# رومالو
رومالو (به ایتالیایی: Romallo) یک کومونه در ایتالیا است که در ترنتینو واقع شده‌است.

## خصوصیات
رومالو ۲٫۴ کیلومترمربع مساحت و ۵۷۶ نفر جمعیت دارد و ۷۳۵ متر بالاتر از سطح دریا واقع شده‌است.